# پال وارهیدی
پال وارهیدی (مجاری: Pál Várhidi; ۶ نوامبر ۱۹۳۱ – ۱۲ نوامبر ۲۰۱۵) بازیکن و مربی فوتبال اهل مجارستان بود.
از باشگاه‌هایی که در آن بازی کرده‌است می‌توان به باشگاه فوتبال اوی‌پشت اشاره کرد.
وی همچنین در تیم ملی فوتبال مجارستان بازی کرده‌است.